# Сияние (фильм, 2017)
Сияние (яп. 光/Hikari) — японско-французская кинодрама 2017 года, поставленный режиссёром Наоми Кавасе. Лента была отобрана для участия в основной конкурсной программе 70-го Каннского международного кинофестиваля (2017) в борьбе за Золотую пальмовую ветвь.

## Сюжет
Мисако — аудиодескритор. Ей нравится описывать предметы, чувства, окружающий мир. Благодаря её работе слабовидящие и слепые люди могут понять, что происходит на экране, понять фильм. Однажды во время киносеанса Мисако знакомится с известным кинооператором, который теряет зрение. Рождаются сильные чувства между мужчиной, перестающим видеть мир и женщиной, стремящейся ему помочь.

## В ролях
- Масатоси Нагасэ — Масая Накамори
- Аямэ Мисаки — Мисако Одзаки
- Кадзуко Сиракава — Ясуко Одзаки